# Mộc Châu (thị xã)
Mộc Châu là một thị xã thuộc tỉnh Sơn La, Việt Nam.

## Địa lý
Thị xã Mộc Châu nằm ở phía đông nam tỉnh Sơn La, có vị trí địa lý:
- Phía đông giáp huyện Vân Hồ
- Phía tây giáp huyện Bắc Yên và huyện Yên Châu
- Phía nam giáp huyện Sop Bao, tỉnh Huaphanh, Lào
- Phía bắc giáp huyện Phù Yên.

## Hành chính
Thị xã Mộc Châu có 15 đơn vị hành chính cấp xã trực thuộc, bao gồm 8 phường: Bình Minh, Cờ Đỏ, Đông Sang, Mộc Lỵ, Mộc Sơn, Mường Sang, Thảo Nguyên, Vân Sơn và 7 xã: Chiềng Chung, Chiềng Hắc, Chiềng Khừa, Chiềng Sơn, Đoàn Kết, Lóng Sập, Tân Yên.

## Lịch sử
Mộc Châu xưa được cai quản bởi dòng họ Xa (người Thái) nổi lên từ cuối thế kỷ XIV - đầu thế kỷ XV.
Đến đầu thế kỷ XV đã chính thức thuộc lãnh thổ Đại Việt (thuộc châu Mộc, phủ Gia Hưng, trấn Hưng Hóa) vào triều nhà Hậu Lê, do Xa Khả Xâm (hay Xa Khả Tham) nhậm chức quan Đại Tư mã thời vua Lê Thái Tổ cai quản.
Theo Kiến văn tiểu lục của Lê Quý Đôn, cuối thế kỷ XVIII, Xa Văn Phấn làm phụ đạo châu Mộc. Năm 1776, Xa Văn Phấn mất, con cháu họ hàng họ Xa tranh nhau quyền thế tập, quan hiệp đốc Hưng Hóa nhà Lê - Trịnh là Lý Trần Thản chia tách châu Mộc thành 3 châu nhỏ là: châu Mộc gồm động Chinh Trình, Đàn Tổng, Hạ Tổng cho Xa Văn Mang cai quản, châu Đà Bắc, phủ Gia Hưng là đất động Trình Sàng cho Xa Văn Khoa cai quản, còn đất động Hàm Hàng làm châu Mã Nam, phủ Gia Hưng cho Xa Văn Ôn cai quản.. Đầu thế kỷ XIX, Mộc Châu thuộc phủ Gia Hưng trấn Hưng Hóa, và gồm 5 động là: Xuân Nha, Cẩm Nang, Hương Kiền, Mộc Thượng, Mộc Hạ.
Theo Đại Việt địa dư toàn biên của Nguyễn Văn Siêu, thì châu Mộc xưa vốn là 23 động, là đất cũ họ Xa. Đến Xa Khả Xâm có công giúp Lê Thái Tổ đánh nhà Minh, năm 1428 được phong chức Tư đồ tước quận công, cho con cháu nối đời làm quan Việt Nam. Sau con cháu đánh nhau. Năm Cảnh Hưng 36 (1776) nhà Lê trung hưng chia phần đất phía bắc sông Bờ (sông Đà) làm châu Đà Bắc cho chi thứ họ Xa cai trị. Từ sông Mã trở về phía nam làm châu Mã Nam cũng cho chi thứ khác của họ Xa cai quản. Còn phần còn lại vẫn gọi là châu Mộc, thời nhà Nguyễn gồm 2 tổng 6 xã là đất các độngː Xuân Nha (nay thuộc huyện Vân Hồ), Hương Đàm, Trúc Mục, Mộc Thượng, Mộc Hạ còn lại thuộc châu Mộc. Đến những năm 1780 cuối nhà Lê trung hưng, một thổ tù lang đạo ở Mộc Châu nổi dậy, thuê mán Trình Cố (Xiengkhor) giết phụ đạo 2 châu Đà Bắc, Mã Nam chiếm đất và cho châu Mã Nam thuộc về Trình Cố. Đến thời nhà Tây Sơn châu Đà Bắc tố cáo ra, nhà Tây Sơn lại cho họ Xa thế tập làm phụ đạo châu Mộc. Nhưng Mã Nam thì mất về Trình Cố. Đến thời nhà Nguyễn độc lập, khoảng các năm 1828, Trình Cố cùng đất Mã Nam cũ lại thuộc về nhà Nguyễn (Đại Nam) và nằm trong phủ Trấn Man tỉnh Thanh Hóa nhà Nguyễn. Đến năm 1893, sau khi thành lập Liên bang Đông Dương thuộc Pháp, vùng đất châu Mã Nam xưa, nay là huyện Sop Bao, cùng với huyện Trình Cố phủ Trấn Man tỉnh Thanh Hóa, được người Pháp cắt sang lãnh thổ Lào thuộc Pháp. Thời Pháp thuộc, đầu thế kỷ XX, Châu Mộc thuộc tỉnh Sơn La có 6 làng xã là: Xuân Nha, Tu Nang, Hương Càn, Mộc Thượng, Mộc Hạ và Quy Hướng.
Ngày 15 tháng 11 năm 1968, thành lập thị trấn nông trường Mộc Châu.
Ngày 13 tháng 4 năm 1977, thành lập thị trấn Nông trường Chiềng Ve.
Ngày 25 tháng 7 năm 1978, đổi tên xã Kiến Thiết thành xã Lóng Luông, đổi tên xã Cộng Hòa thành xã Suối Bàng, đổi tên xã Chiềng Sại thành xã Nà Mường và đổi tên xã Chiềng Chung thành xã Hua Păng.
Ngày 13 tháng 3 năm 1979, sáp nhập các xã Tú Nang, Lóng Phiêng và Chiềng Tương vào huyện Yên Châu.
Ngày 26 tháng 2 năm 1980, sáp nhập xã Chờ Lồng vào thị trấn Nông trường Mộc Châu.
Ngày 11 tháng 1 năm 1986, chia xã Lóng Luông thành 2 xã: Lóng Luông và Vân Hồ.
Ngày 16 tháng 5 năm 1998, Chính phủ ban hành Nghị định số 31/1998/NĐ-CP về việc:
- Thành lập xã Đông Sang trên cơ sở 4.289 ha diện tích tự nhiên và 3.530 người của xã Mường Sang
- Thành lập xã Tà Lại trên cơ sở 2.730 ha diện tích tự nhiên và 2.798 người của xã Nà Mường
- Thành lập xã Liên Hòa trên cơ sở 3.372 ha diện tích tự nhiên và 2.713 người của xã Song Khủa.

Ngày 20 tháng 8 năm 1999, Chính phủ ban hành Nghị định số 77/1999/NĐ-CP về việc:
- Sáp nhập thị trấn Nông trường Chiềng Ve vào xã Lóng Sập
- Thành lập xã Chiềng Sơn trên cơ sở 9.788 ha diện tích tự nhiên và 7.932 người của xã Lóng Sập.

Ngày 8 tháng 1 năm 2007, Chính phủ ban hành Nghị định số 03/2007/NĐ-CP về việc:
- Thành lập xã Chiềng Xuân trên cơ sở điều chỉnh 8.695,5 ha diện tích tự nhiên và 2.367 người của xã Xuân Nha.
- Thành lập xã Tân Xuân trên cơ sở điều chỉnh 15.819,3 ha diện tích tự nhiên và 3.417 người của xã Xuân Nha.

Cuối năm 2012, huyện Mộc Châu bao gồm thị trấn Mộc Châu, thị trấn Nông trường Mộc Châu và 27 xã: Chiềng Hắc, Chiềng Khoa, Chiềng Khừa, Chiềng Sơn, Chiềng Xuân, Chiềng Yên, Đông Sang, Hua Păng, Liên Hòa, Lóng Luông, Lóng Sập, Mường Men, Mường Sang, Mường Tè, Nà Mường, Phiêng Luông, Quang Minh, Quy Hướng, Song Khủa, Suối Bàng, Tà Lại, Tân Hợp, Tân Lập, Tân Xuân, Tô Múa, Vân Hồ, Xuân Nha.
Ngày 10 tháng 6 năm 2013, Chính phủ ban hành Nghị quyết 72/NQ-CP. Theo đó, tách 14 xã: Chiềng Khoa, Chiềng Xuân, Chiềng Yên, Liên Hòa, Lóng Luông, Mường Chen, Mường Tè, Quang Minh, Song Khủa, Suối Bàng, Tân Xuân, Tô Múa, Vân Hồ và Xuân Nha để thành lập huyện Vân Hồ.
Huyện Mộc Châu còn lại 108.166 ha diện tích tự nhiên và 104.730 người với 15 đơn vị hành chính trực thuộc, bao gồm thị trấn Mộc Châu, thị trấn Nông trường Mộc Châu và 13 xã: Chiềng Hắc, Chiềng Khừa, Chiềng Sơn, Đông Sang, Hua Păng, Lóng Sập, Mường Sang, Nà Mường, Phiêng Luông, Quy Hướng, Tân Hợp, Tân Lập, Tà Lại.
Ngày 17 tháng 6 năm 2019, Bộ Xây dựng ban hành Quyết định số 532/QĐ-BXD công nhận đô thị Mộc Châu (gồm thị trấn Mộc Châu và thị trấn Nông trường Mộc Châu) là đô thị loại IV.
Ngày 28 tháng 10 năm 2024, Bộ Xây dựng ban hành:
- Quyết định số 1008/QĐ-BXD[2] về việc công nhận đô thị Mộc Châu, tỉnh Sơn La đạt tiêu chí đô thị loại IV.
- Quyết định số 1009/QĐ-BXD[20] về việc công nhận khu vực dự kiến thành lập phường thuộc đô thị Mộc Châu, tỉnh Sơn La đạt tiêu chuẩn trình độ phát triển cơ sở hạ tầng đô thị.

Ngày 14 tháng 11 năm 2024, Ủy ban Thường vụ Quốc hội ban hành Nghị quyết số 1280/NQ-UBTVQH15 về việc sắp xếp đơn vị hành chính cấp huyện, cấp xã của tỉnh Sơn La giai đoạn 2023 – 2025 (nghị quyết có hiệu lực từ ngày 1 tháng 2 năm 2025). Theo đó:
1. Thành lập thị xã Mộc Châu thuộc tỉnh Sơn La trên cơ sở toàn bộ 1.072,09 km² diện tích tự nhiên và quy mô dân số là 148.259 người của huyện Mộc Châu.
2. Sắp xếp các đơn vị hành chính cấp xã của huyện Mộc Châu để thành lập 8 phường và 7 xã thuộc thị xã Mộc Châu:

- Thành lập phường Mộc Lỵ và phường Mộc Sơn trên cơ sở toàn bộ thị trấn Mộc Châu.
- Thành lập các phường: Cờ Đỏ, Bình Minh, Thảo Nguyên trên cơ sở một phần của thị trấn Nông trường Mộc Châu.
- Thành lập phường Vân Sơn trên cơ sở một phần của thị trấn Nông trường Mộc Châu và một phần của xã Phiêng Luông.
- Thành lập phường Đông Sang trên cơ sở một phần của xã Đông Sang.
- Thành lập phường Mường Sang trên cơ sở một phần của xã Mường Sang.
- Thành lập xã Chiềng Chung trên cơ sở xã Hua Păng; một phần của xã Phiêng Luông và một phần của thị trấn Nông trường Mộc Châu.
- Thành lập xã Tân Yên trên cơ sở xã Tân Lập và xã Tân Hợp.
- Thành lập xã Đoàn Kết trên cơ sở 3 xã: Nà Mường, Quy Hướng, Tà Lại.
- Sáp nhập một phần của thị trấn Nông trường Mộc Châu và một phần xã Mường Sang vào xã Chiềng Hắc.
- Sáp nhập một phần của xã Mường Sang vào xã Chiềng Khừa.
- Sáp nhập một phần của xã Đông Sang và một phần của xã Mường Sang vào xã Chiềng Sơn.
- Giữ nguyên xã Lóng Sập.

Sau khi thành lập, thị xã Mộc Châu có 8 phường và 7 xã như hiện nay.

## Dân số
Theo thống kê năm 2009, toàn thị xã có dân số 152.172 người, với diện tích 2025,1 km², mật độ 69 người/km².
Thị xã Mộc Châu có diện tích 1.081,66 km² và dân số năm 2013 là 104.730 người.
Thị xã Mộc Châu có diện tích 1.081,66 km², dân số ngày 1/4/2019 là 114.460 người. Dân số thành thị là 42.364 người và dân số nông thôn là 72.096 người. Mật độ dân số đạt 106 người/km².
Thị xã Mộc Châu có diện tích 1.072,09 km², dân số tính đến ngày 31/12/2023 là 148.259 người, mật độ dân số đạt 138 người/km².

## Văn hóa
Trước năm 2013, Mộc Châu có 12 dân tộc anh em cùng sinh sống. Trong đó chiếm đa số là người thái: 33%, người Mông 18%, người kinh 15%, ngoài ra còn có người Khơ Mú, Dao, Tày... Người Thái có nhiều món ăn đặc sắc, phong phú, hàng năm các lễ hội Hoa Ban, Hết CHá, Cầu mưa được tổ chức vào mùa xuân với mong muốn mùa màng bội thu...
Vào ngày 30/8 – 2/9 hàng năm huyện tổ chức ngày hội văn hóa cho người H'mông từ các tỉnh miền núi phía bắc đổ về thị xã Mộc Châu. Ngày hội là dịp cho các đôi trai gái người H'mông có cơ hội tìm hiểu về nhau.

## Du lịch
Mộc Châu là cao nguyên rộng lớn, có khí hậu ôn đới gió mùa. Các điểm du lịch nổi tiếng phải kể Hang Dơi, rừng thông Mộc Châu, thác Thái Hưng và không thể thiếu các đồi chè, đồng cỏ ở thị xã Mộc Châu. Ban Quản lý Du lịch Quốc gia Mộc Châu của thị xã đang triển khai hoàn thành các khu du lịch sinh thái ở thị xã Mộc Châu. Hiện nay đã có một số khu đã triển khai: thác Dải Yếm, Hang Dơi, khu hồ sinh thái và rừng thông bản Áng, Đông Sang.

#### Hang Dơi
Hang Dơi còn gọi là Động Sơn Mộc Hương là hang trong dãy núi đá vôi ở phía đông bắc Thị xã. Người dân địa phương biết đến hang đã từ lâu, và có nhiều truyền thuyết về hang, cũng như sử dụng làm nơi trú ẩn từ thời kháng chiến chống Pháp, nhưng phát hiện về khảo cổ vào năm 1952. Thắng cảnh Hang Dơi được Bộ Văn hoá Thông tin công nhận là di tích danh lam thắng cảnh cấp quốc gia ngày 24/1/1998.

#### Rừng Thông Bản Áng
Rừng thông bản Áng thuộc phường Đông Sang, thị xã Mộc Châu, tỉnh Sơn La. Rừng thông bản Áng cách phường Mộc Lỵ khoảng 3 km theo hướng Quốc lộ 43. Khu rừng này vốn nổi tiếng với diện tích trên 43 ha cùng những cây thông trải dài suốt dọc đường đi. Điều đặc biệt là là nơi đây kết hợp giữa cả giống thông địa phương với giống Đà Lạt. Nằm giữa rừng là hồ nước tự nhiên với diện tích khoảng 5 ha. Hồ nổi tiếng với dòng nước trong xanh, mát lành quanh năm.

#### Đồi Chè Trái Tim

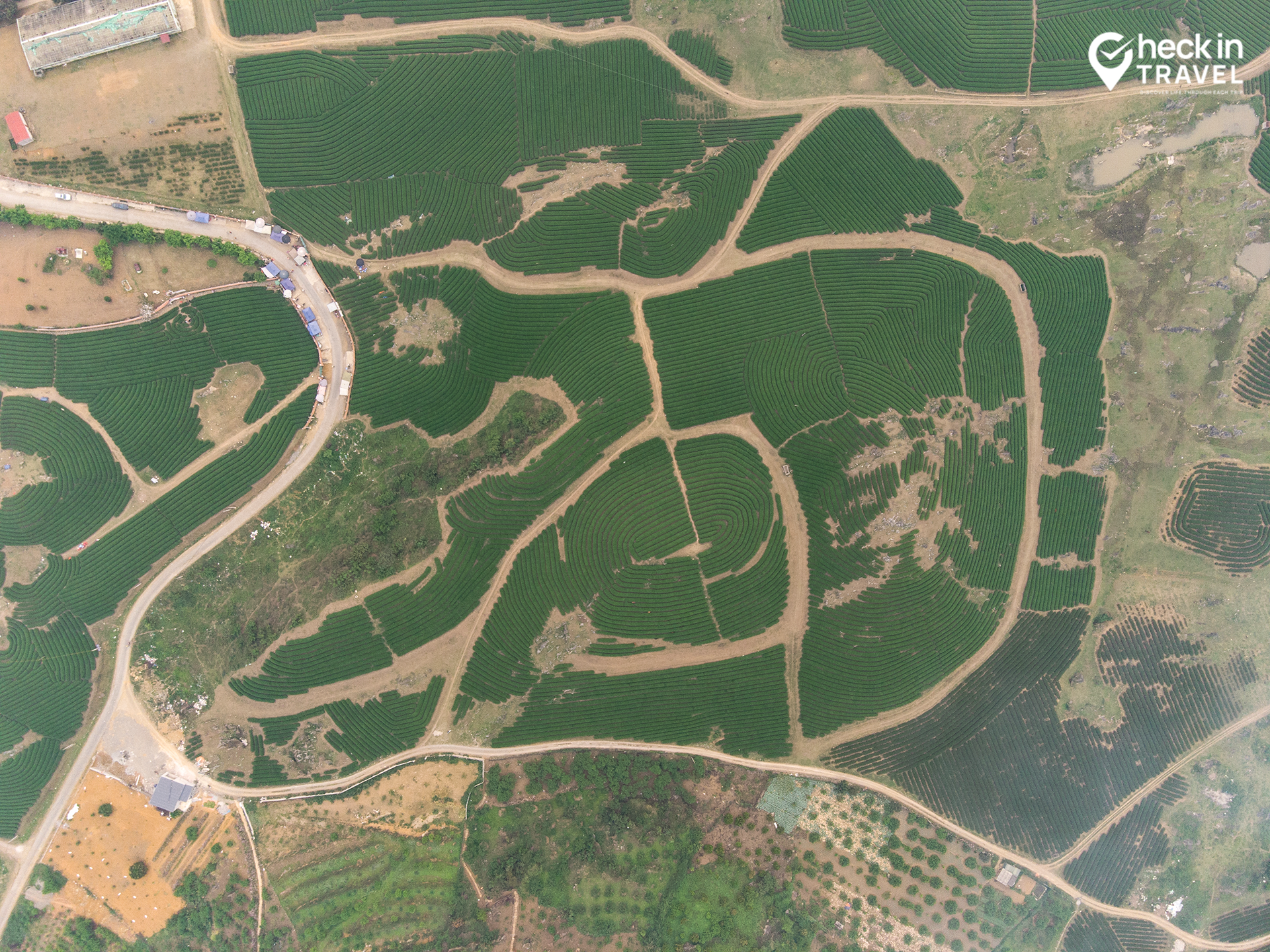
Toàn cảnh Đồi chè trái tim nhìn từ trên cao

Đồi chè trái tim là một trong những địa điểm du lịch nổi tiếng được rất nhiều du khách thăm quan. Đồi chè nằm tại phường Thảo Nguyên nằm cách trung tâm thị xã Mộc Châu khoảng 5 – 7 km, ở đây có cả công ty chè và công ty sữa Mộc Châu.

#### Thung Lũng Mận Nà Ka

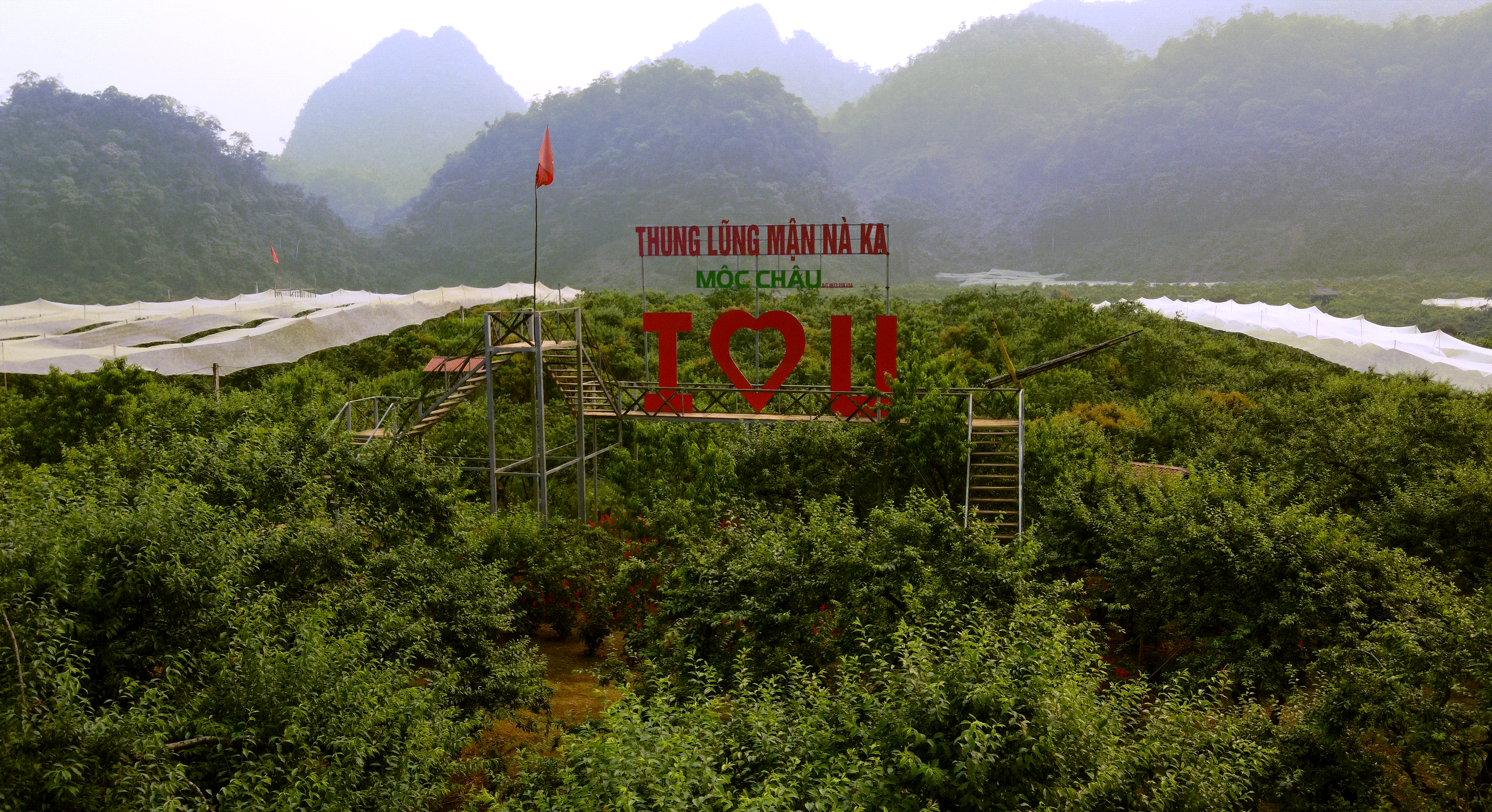
Thung lũng mận Nà Ka

Nà Ka là một vùng đất trù phú nằm tại cao nguyên Mộc Châu – ngay trên con đường dẫn vào Tân Lập, nơi có những đồi chè trái tim độc đáo. Thung lũng cách phường Thảo Nguyên khoảng 16 km, nổi tiếng với hàng nghìn hecta mận được quy hoạch và chăm sóc kĩ lưỡng. Cả thung lũng là ngàn ngàn lớp lớp những cây mận nối đuôi nhau xa tít tắp, là một trong những thắng cảnh tại Mộc Châu mà du khách không thể bỏ qua khi ghé thăm vùng đất này.

#### Thác Dải Yếm
Thác Dải Yếm còn có các tên gọi khác là “thác Nàng”, “thác Bản Vặt”, nằm ở xã Mường La, thị xã Mộc Châu, tỉnh Sơn La. Sở dĩ thác mang tên là Dải Yếm bởi theo truyền thuyết, thác là dải yếm của người con gái cứu chàng trai thoát khỏi dòng nước lũ. Thác nằm cách trung tâm thị xã Mộc Châu khoảng 5 km theo hướng quốc lộ 43 đi cửa khẩu Lóng Sập.
Thác Dải Yếm được hình thành từ dòng Suối Vặt. Điểm khởi nguồn của dòng suối này là từ hai khe nước bó Tá Cháu và bó Co Lằm ở bản Vặt cách thác 600m về phía tay trái của thác cùng nằm trên trục đường quốc lộ 43. Khi chảy đến khu “Na Sai” (vườn trồng hoa lan hiện nay) được chia thành hai thác cách nhau khoảng 200m. Cả hai dòng chảy đều bị chặn lại bởi một bức tường đá vôi, nước dâng lên và tràn về bờ thấp hơn đổ xuống từng bậc đá, tạo thành những thác nước sinh động, huyền ảo mang vẻ đẹp thuần khiết, hoang sơ giữa khung cảnh thiên nhiên yên vắng của núi rừng Tây Bắc.

#### Thăm quan trang trại bò sữa Mộc Châu
Công ty cổ phần giống bò sữa Mộc Châu cũng là nơi tập trung của hơn 600 hộ gia đình, với hơn 20 nghìn con bò sữa, ước tính mỗi ngày sản xuất trên 200 tấn sữa, cung cấp lượng sữa khổng lồ cho cả nước. Khi đến Mộc Châu du khách có thể thăm quan các trang trại bò.
Đến với trang trại bò sữa Mộc Châu, du khách sẽ dễ dàng bắt gặp những đàn bò đen trắng đang thung thăng gặm cỏ trên những cánh đồng tươi tốt. Những trang trại bò sữa được xây dựng vô cùng quy mô, đảm bảo một quy trình sản xuất sữa bò đúng tiêu chuẩn. Cả một không gian xanh đầy tươi mát, thời tiết trong lành dễ chịu cùng những người nông dân hiền lành, chân chất.
Mộc Châu có nét đẹp từng mùa: khoảng tháng 11 đến tháng 1 có hoa cải trắng nở tràn trên núi. Tháng 1 đến tháng 3 có hoa mận hậu, hoa đào. Sang tháng 4 có hoa ban nở trắng rừng. Đến tháng 5 là mùa mận chín.

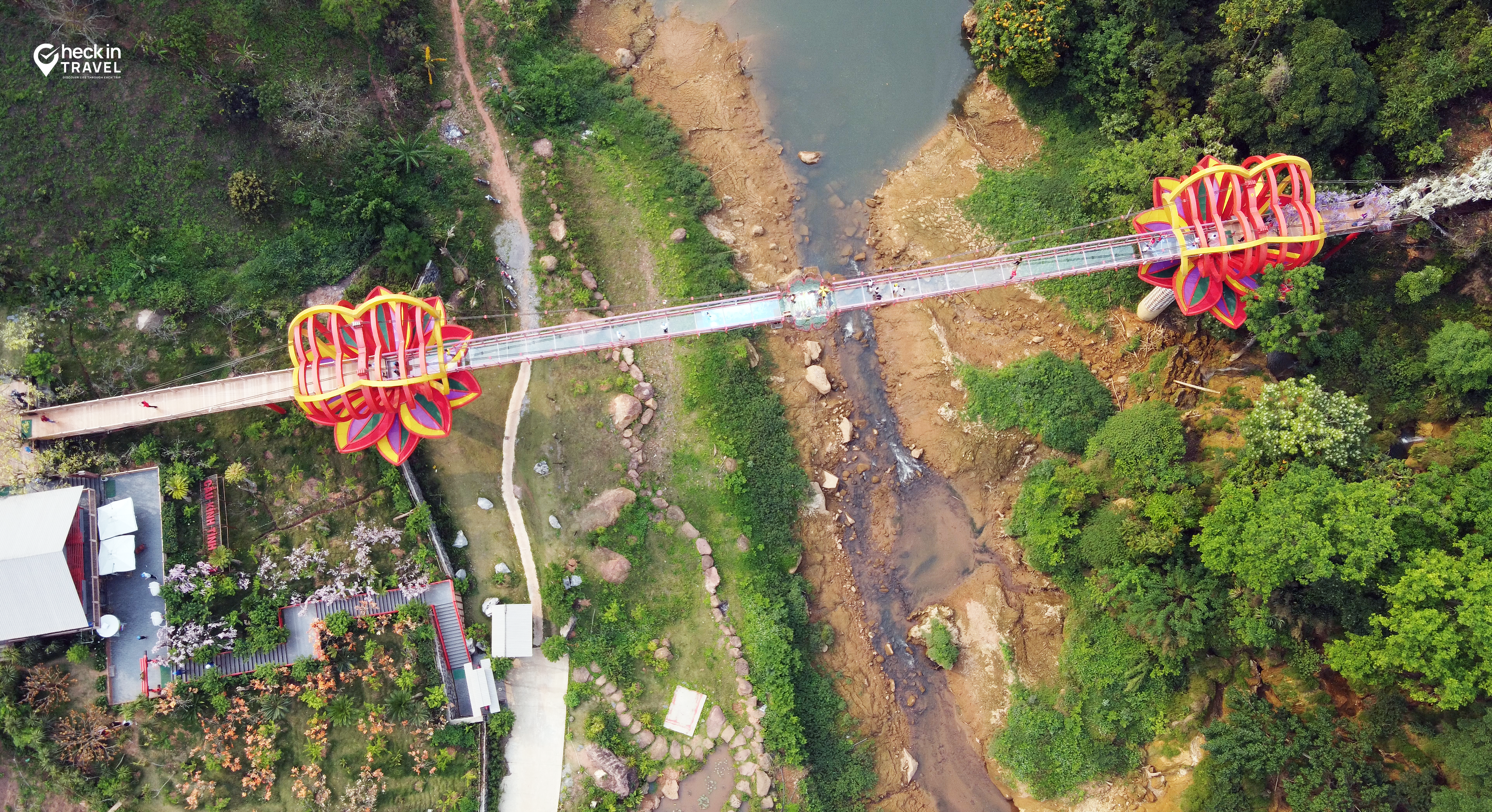
Cầu Kính Tình Yêu

Về mặt ẩm thực Mộc Châu có món ăn nổi tiếng nhất là món pịa của đồng bào Thái, nấu bằng lòng dê, ngựa, hoặc bê. Ngoài ra còn có món bê chao. Bê ở đây là bê sữa đực, mới sinh. Món bê quay ở đây mềm vì là thịt bê non, và có vị rất đặc trưng.

## Giao thông
Thị xã Mộc Châu nằm trên trục Quốc lộ 6, có quốc lộ 43 và 37 chạy qua. Một số xã của thị xã Mộc Châu tiếp giáp với lòng hồ sông Đà nên cũng có nhiều điều kiện để phát triển du lịch đường thủy.

## Hình ảnh

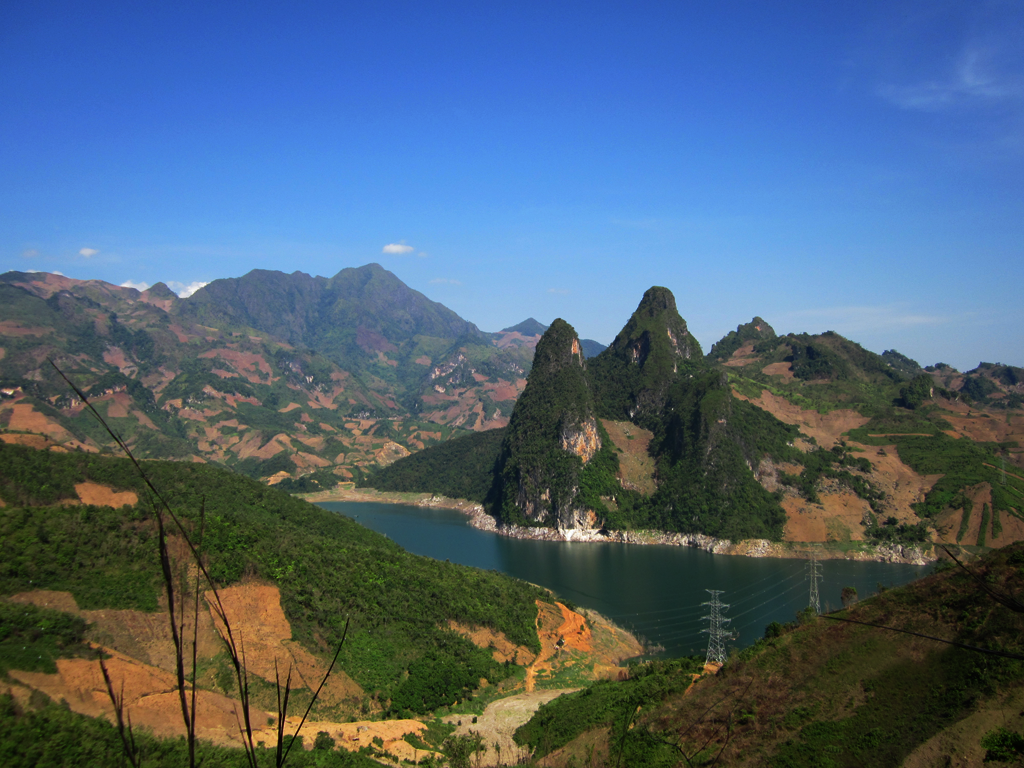
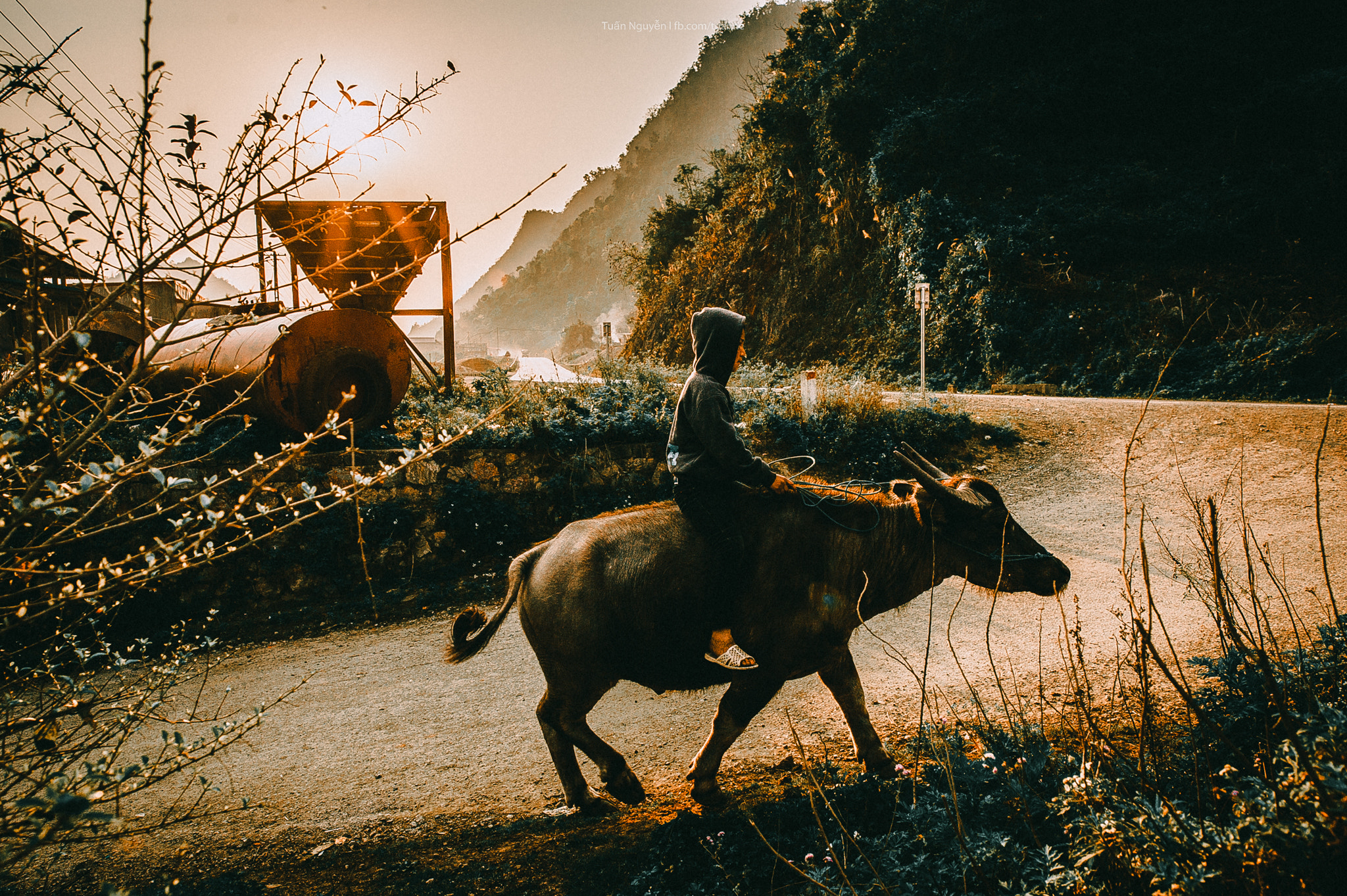
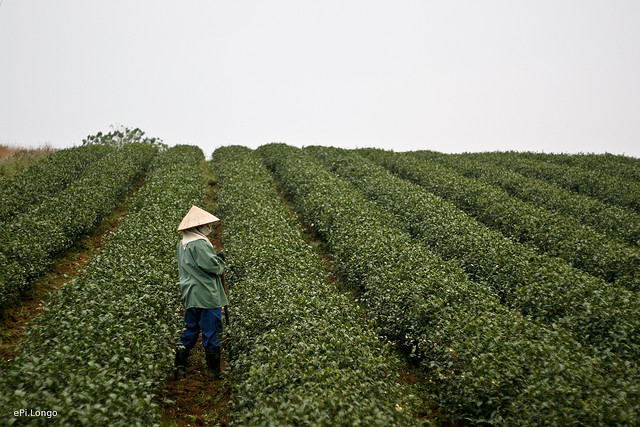
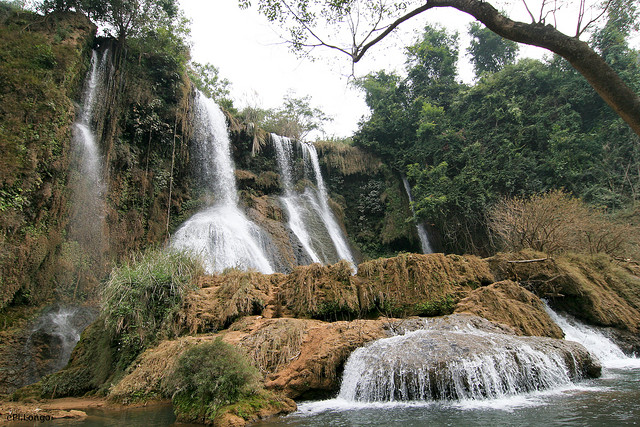
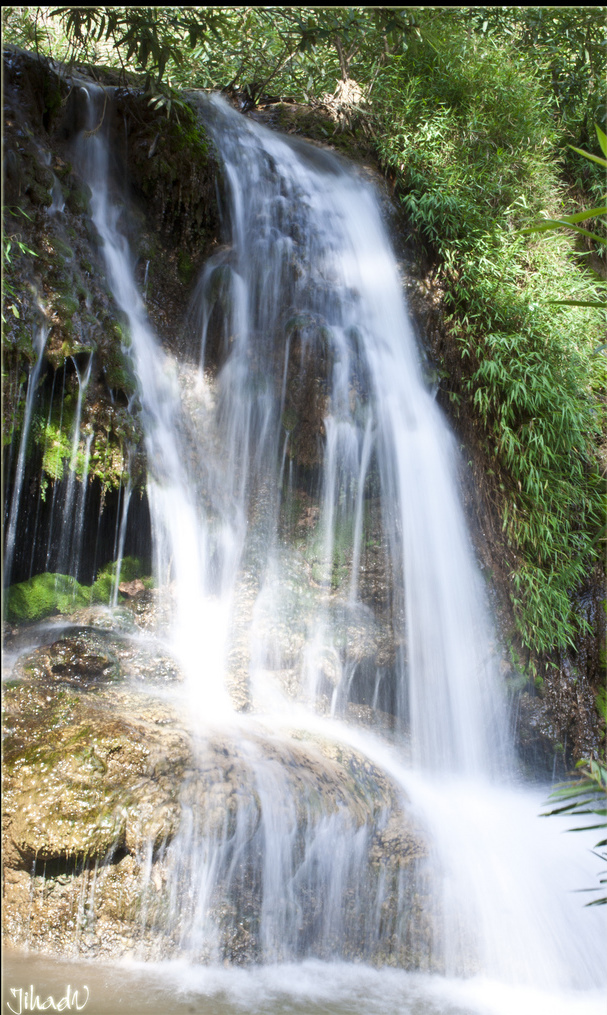
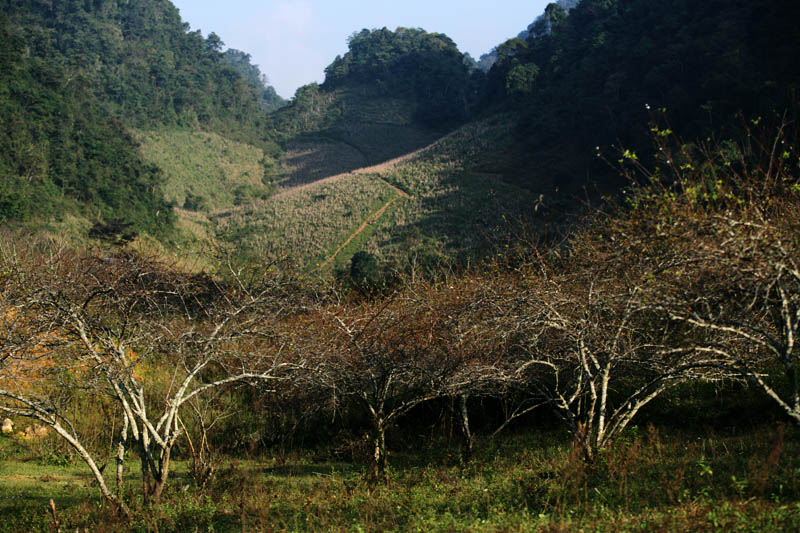
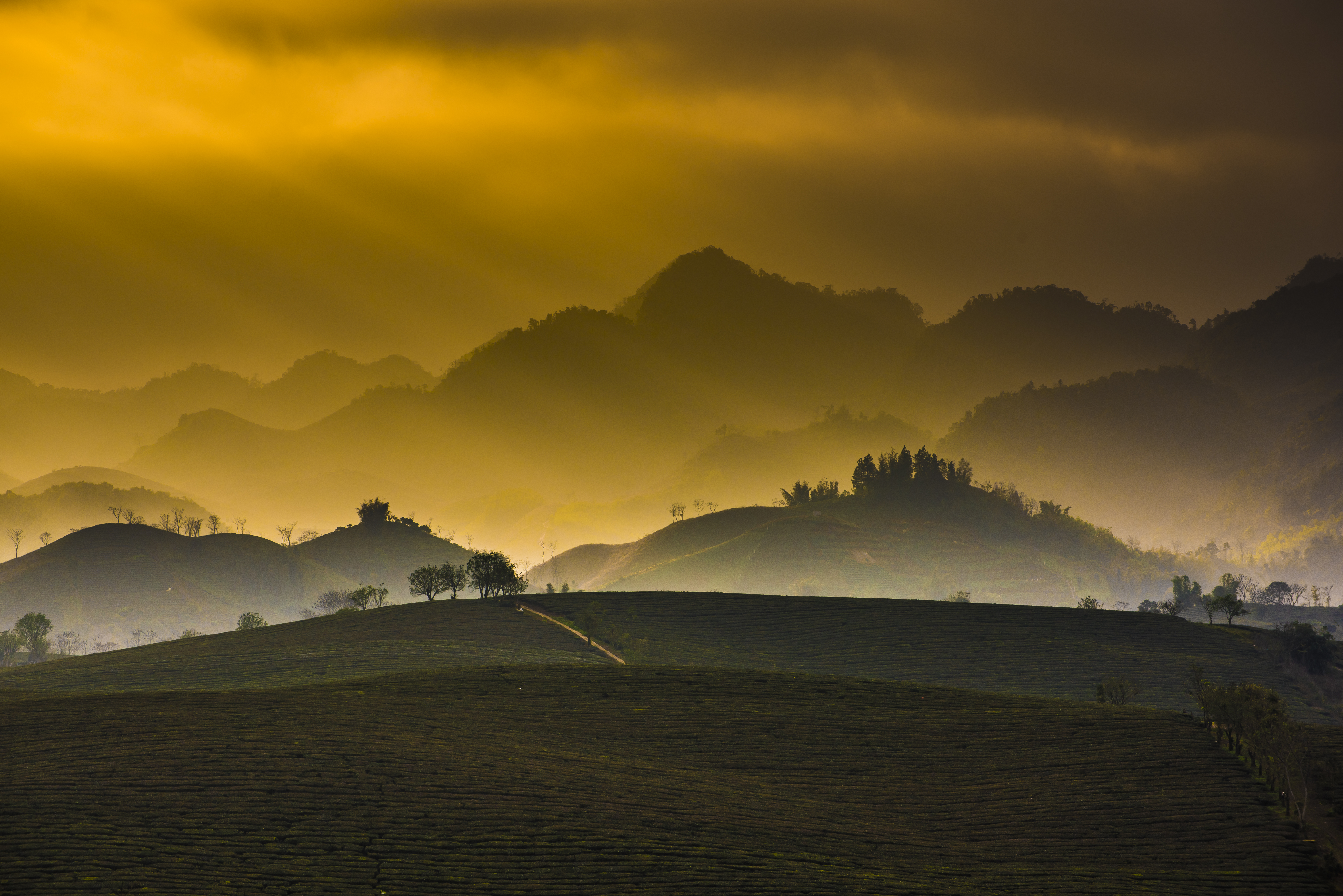
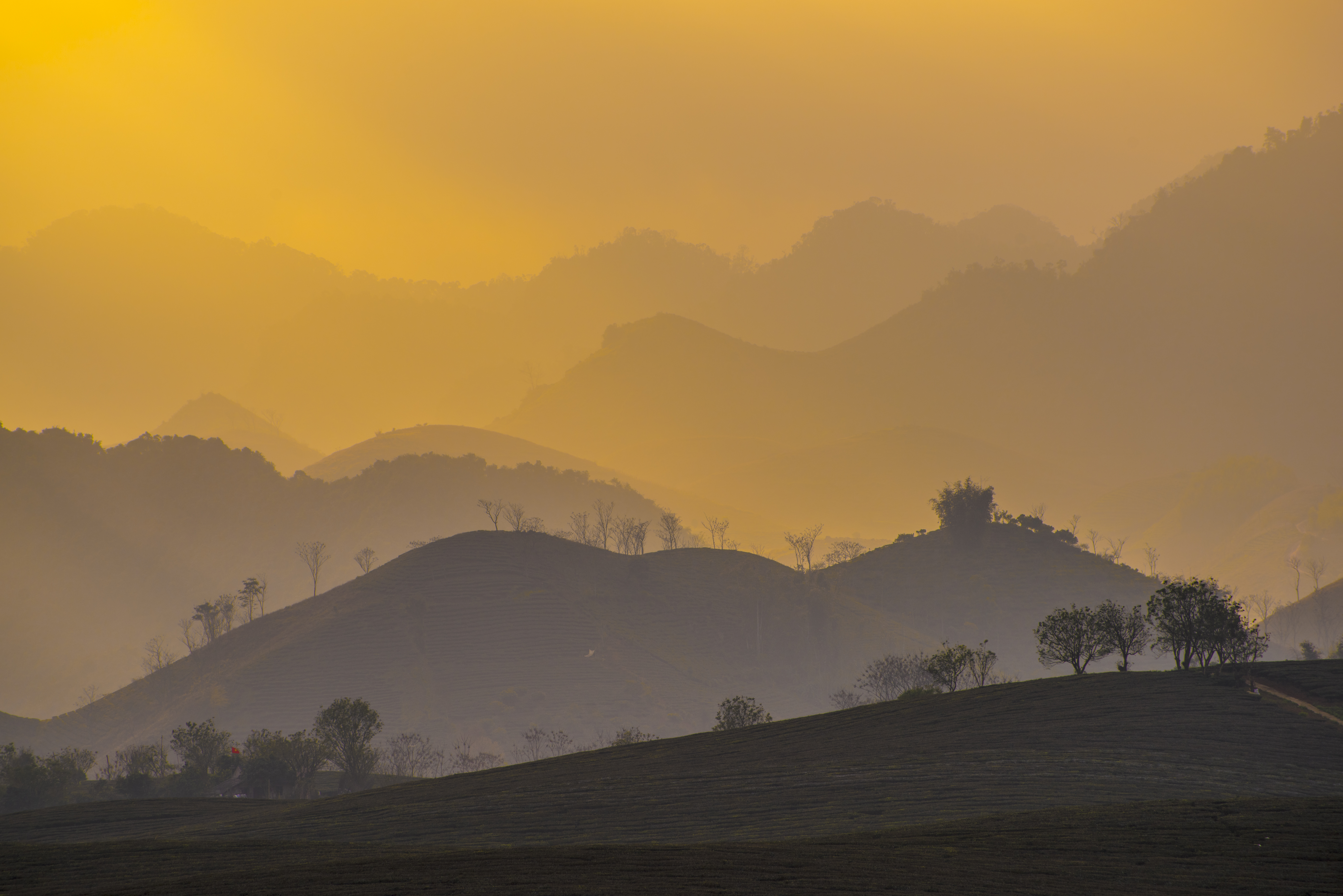
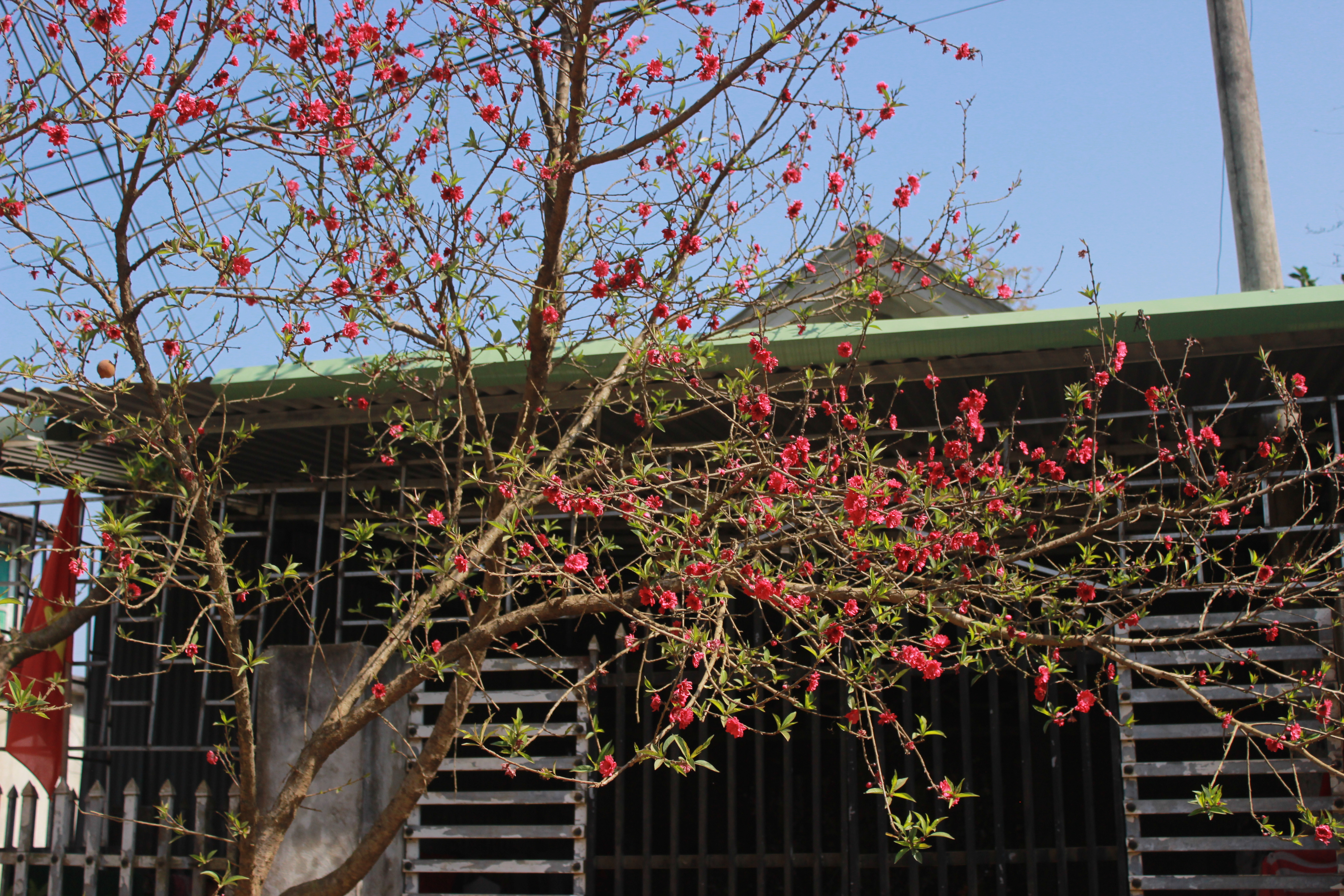